# فيليكس دي فيسنتي
فيليكس دي فيسنتي هو اقتصادي وشخصية أعمال وسياسي تشيلي، ولد في 20 نوفمبر 1962 في سانتياغو في تشيلي. نشط حزبياً في Independent Democratic Union ‏. وقد انتخب Minister of Economy, Development and Tourism ‏ (7 مايو 2013 – 11 مارس 2014).